# 自发性细菌性腹膜炎
自发性细菌性腹膜炎（英語：Spontaneous bacterial peritonitis，SBP）是指在腹膜中发生的细菌感染，但没有明显的感染源。具体是腹水（即体积過度增加的腹膜液）受到感染。腹水是肝硬化最常见的并发症。SBP也可能发生在肾病综合征患者中。SBP的死亡率很高。
SBP的诊断需要腹腔穿刺术，即从腹膜腔中抽取腹膜液样本。如果液体中含有大量中性粒细胞（>250个细胞/µL），则可以确认感染并给予抗生素，而无需等待培养结果。除抗生素外，通常还输注白蛋白。
自发性细菌性腹膜炎可能引发其他危及生命的并发症，例如肾功能不全和肝功能不全增加。30%的SBP患者出现肾功能不全，這是與死亡率關聯性最强的预测因素之一。如果有这种发展迹象，也将给予白蛋白输注。
自发性真菌性腹膜炎（英語：Spontaneous fungal peritonitis，SFP）也可能发生，这有时会伴随细菌感染。

## 症状
自发性细菌性腹膜炎的症状包括发烧、寒战、恶心、呕吐、腹痛和压痛、全身不适、精神状态改变和腹水恶化。13%的患者没有任何症状。在急性或慢性肝功能衰竭的情况下，SBP是肝性脑病的主要诱因之一，如果没有其他明确的因果指征，则可能怀疑SBP。
自发性真菌性腹膜炎的症状也可能與细菌性腹膜炎相同，導致难以区分。延误诊断会延误抗真菌治疗并导致更高的死亡率。

## 病因
SBP最常由革兰氏阴性大肠杆菌引起，其次是克雷伯氏菌。鉴定出的常见革兰氏阳性菌包括链球菌、葡萄球菌和肠球菌。由革兰氏阳性菌引起的SBP的百分比一直在增加。
當自发性细菌性腹膜炎被抗生素治疗治好後，有時會緊接著出現自发性真菌性腹膜炎。這是因為抗生素的使用会导致肠道菌群中的真菌过度生长，而真菌或会转移到腹膜腔中。儘管真菌比细菌大，晚期肝硬化导致肠道通透性增加，使它们更容易转移。SFP主要由念珠菌引起，最常见的是白色念珠菌。

## 病理生理学
H2拮抗剂和质子泵抑制剂是减少或抑制胃酸分泌的药物。它们在治疗肝硬化中的应用与SBP的发展有关。细菌易位被认为是SBP发生的关键机制。在大部分肝硬化患者中发现可能与这种易位有关的小肠细菌过度生长。对于受损的宿主防御，患有严重急性或慢性肝病的患者通常缺乏补体，也可能存在中性粒细胞和网状内皮系统功能障碍。
研究表明，腹水蛋白浓度低于1 g/dL的肝硬化患者发生SBP的可能性是浓度较高的个体的10倍。學界认为腹水的抗菌或调理活性与蛋白质浓度密切相关。其他研究证实了腹水蛋白浓度作为SBP首次发作的最佳预测指标的有效性。
在肾病综合征患者當中，SBP常影响儿童，很少影响成人。

## 诊断
腹膜感染引起炎症反应，随后腹水中的中性粒细胞数量增加。诊断SBP需要通过腹腔穿刺术（吸取腹水）；如果液体中含有超过250个细胞/mm3（等于细胞计数250x106/L）液体的中性粒细胞，且没有其他原因（例如内脏器官的炎症或穿孔），则诊断为SBP。
此外，亦會對腹水進行培养，以识别细菌。如果将样品放在普通的无菌容器中，40%的样品会识别出微生物，而如果将样品放在装有培养基的瓶子中，灵敏度会提高到72-90%。

## 预防
抗生素（口服氟喹诺酮诺氟沙星）可能對符合以下情況的肝硬化患者有幫助：
- 腹水蛋白<1.0 g/dL。[21]体液蛋白<15 g/L且Child-Pugh评分至少为9或肾功能受损的患者也可能受益。[24]
- 既往患过SBP[25]

在以下情况下，入院的肝硬化患者应接受预防性抗生素治疗：
- 患有食管静脉曲张出血[26]

对肝硬化患者使用利福昔明的研究表明，其使用可能有效预防自发性细菌性腹膜炎。

## 治疗

### 抗生素
尽管没有高质量的证据，但第三代头孢菌素被认为是肝硬化患者自发性细菌性腹膜炎的标准经验性治疗。
在实验中，头孢噻肟是治疗SBP的首选药物。在确诊SBP后，通常建议住院观察和静脉抗生素治疗。
在肝肾综合征中存在肾功能障碍风险的情况下，通常也给予静脉内白蛋白。48小时后可重复穿刺以确保控制感染。从单次SBP发作恢复后，建议无限期预防性使用抗生素。

### 促动力剂
在抗生素方案中添加促动力药物可能通过减少小肠细菌过度生长来降低自发性细菌性腹膜炎的发生率。

### 静脉注射白蛋白
一项随机对照试验发现，在入院当天和住院第3天静脉注射白蛋白可以减少肾功能损害。

## 流行病学
腹水患者接受常规腹腔穿刺术，入院时活躍SBP的发生率为10%至27%。

## 历史
SBP于1964年由哈罗德·康涅狄格首次描述。